# أعطني الحرية
«أعطني الحرية» 2003، هو عمل  من الخيال التاريخي للكاتبة آن رينالدا، ويعتمد على أساس إمكانية أن الكلمات الشهيرة لباتريك هنري «أعطني الحرية أو أعطني الموت» قد تحدث لأول مرة من قبل زوجته المحتضرة المريضة عقليًا، التي ظلت محبوسة في قبو لمنعها من إيذاء أي شخص. تُسرد القصة من طريق عيون ابنته، باتسي هنري. ويقال أيضًا من قبل ابنته الصغرى، آن هنري. يسافر باتريك هنري في جميع أنحاء المستعمرات الثلاث عشرة، داعيًا إلى الاستقلال عن بريطانيا.
تستسلم أم العائلة الكبيرة وزوجة باتريك هنري لاضطراب عقلي وراثي، وتُنقل إلى سجن في قبو منزلها، إذ إنها تظهر القدرة على التنبؤ بالنتائج المستقبلية، وتترك أسرتها لتواكب غيابها، حتى وإن كانت مهددة بالتمزق بسبب معرفة أن طفلها الأوسط ربما ورث مرض أمه.

## الملخص
كل شيء في منزل باتريك هنري على ما يرام حتى تبدأ سارة هنري (الأم) بفقدان عقلها، ويؤدي هذا إلى حبسها في القبو لمنع أي خطر يمكن أن تشكله. ويترك هذا لباتسي المسؤولية عن المنزل مع والدها الذي ذهب لإقناع الأميركيين للتمرد ضد بريطانيا. بدأت سارة بفقدان عقلها، وقالت إنها تكتسب أيضًا القدرة على رؤية المستقبل. انتشرت شائعات عن امرأة مجنونة محبوسة في قبو في المدينة، وباتسي تفعل ما بوسعها لإخفاء ذلك عن الناس. ومع ذلك، تضطر في نهاية المطاف إلى إخبار أشقائها عندما تخرج الأمور عن السيطرة في المنزل.
يومًا ما عندما تسللت آن لزيارة والدتها، قالت لها والدتها أنها ستتعلم من سيرث الدم الفاسد في المرة القادمة التي تنزل بها. قبل أن تتمكن من النزول، اكتشفت باستي أن أختها قد ذهبت لزيارة والدتها سرًا، لأن آن تخبرها أن والدتها سوف تقول لها من سيرث الدم الفاسد، باتسي تسمح لها لزيارة والدتها مرة أخرى. عندها تقرر آن أن تكذب حول من يحصل على الدم الفاسد، وتدعي أنها من ورثته. في الحقيقة، شقيقها، جون، هو من يرث الدم الفاسد، ولكن آن تحاول إنقاذ شقيقها على أمل أنها لن تضطر إلى تحمل المعاملة القاسية. تجمع باتسي أشقائها عندما تعلم، وتقول إنها ستصبح أقسى على آن لمنعها من وراثة ذلك.
بعد مرور بضع سنوات، آن تكذب باستمرار وتحتفظ بالأسرار، ولكن القادم سيكون أفضل. إذ يبدأ التغير عندما يعانق والدها عشيقة جون، دور وثيا دان ريدج، في حين يكون جون خارجًا للقتال في الحرب. دور وثيا دان ريدج تقول أن علاقتها مع جون كانت ممتعة وليست جدية. تضطر آن إلى الكتابة إلى جون وعندما يقرأ الرسالة، فإنه يؤدي إلى الدم الفاسد الذي ورثه من والدته. في نهاية المكتوب، تقول آن لوالدها الذي لديه حقًا الدم الفاسد، وتتساءل عما إذا كان حفظ كل الأسرار هو حقًا الشيء الصحيح الذي يجب القيام به.

## الوقت والمكان
تدور الأحداث في منتصف الثورة الأمريكية 1775-1783 في ولاية فرجينيا. وبالنسبة لغالبية الكتاب، فإنه يحدث في منزل باتريك هنري.

## الصراع
تدور أحداث الرواية عن العديد من الصراعات. في بداية الرواية، الصراع الرئيسي هو حقيقة أن والدتهم تصبح مجنونة، وتصبح غير قادرة على رعاية الأسرة. تصبح لدى الآسرة فجوة، وخاصة مع والدهم الذي يغيب معظم الوقت، وتضطر باتسي وأشقاؤها إلى التعامل مع الحياة دون والدتهم، وكثير منهم في سن مبكرة جدًا. هذا الصراع يكون في بداية الرواية بأكملها. وتشمل الصراعات الأخرى التي تلت ذلك حياة باتسي القاسية، وكيف يجب على أشقائها أن يعيشوا تحت حكمها وكذلك الصراع الداخلي الذي تعيشه آن في الحفاظ على الأسرار. يتقدم الكتاب، وتقول آن إنها ستعطي المزيد من الأسرار لتتخفف من الثقل على كتفها، وفي النهاية، تسكب أعظم سر على الإطلاق، الأخ بالدم الفاسد.